# Rudolf Pierskała
Rudolf Leon Pierskała (ur. 13 października 1959 w Kędzierzynie-Koźlu) – polski duchowny rzymskokatolicki, nauczyciel akademicki, doktor habilitowany nauk teologicznych, biskup pomocniczy opolski od 2014.

## Życiorys
Urodził się 13 października 1959 w Kędzierzynie-Koźlu. W 1979 ukończył Technikum Dokumentacji Budowlanej w Kędzierzynie-Koźlu i złożył egzamin dojrzałości. W latach 1979–1985 studiował w Wyższym Seminarium Duchownym Śląska Opolskiego w Nysie. Magisterium z teologii uzyskał na Katolickim Uniwersytecie Lubelskim. Święceń prezbiteratu udzielił mu 22 czerwca 1985 w katedrze opolskiej biskup pomocniczy opolski Jan Wieczorek. W latach 1987–1992 odbył studia specjalistyczne w zakresie liturgiki na Katolickim Uniwersytecie Lubelskim, które ukończył z doktoratem z nauk teologicznych na podstawie dysertacji Adaptacja lekcjonarza do Mszy św. z udziałem dzieci. Habilitację z nauk teologicznych uzyskał na Wydziale Teologicznym Uniwersytetu Opolskiego w 2008 na podstawie rozprawy Pozamszalny kult Chrystusa w Eucharystii w posoborowej reformie liturgicznej.
W latach 1985–1987 pracował jako wikariusz w parafii Świętych Apostołów Piotra i Pawła w Gliwicach. W latach 1993–2010 był dyrektorem Diecezjalnego Domu Księży Emerytów w Opolu. W 1994 został redaktorem „Kalendarza Liturgicznego Diecezji Opolskiej”, a w 1999 biuletynu „Głos pomocnika Komunii świętej”. Pełnił funkcję kierownika kursów liturgicznych dla nadzwyczajnych szafarzy komunii świętej oraz dla fotografów i operatorów sprzętu audiowizualnego. Od 2000 do 2012 pełnił funkcję ceremoniarza biskupiego. W 2011 został mianowany kanclerzem kurii diecezjalnej. Został ustanowiony wikariuszem biskupim ds. Kultu Bożego i Dyscypliny Sakramentów. Wszedł w skład Międzydiecezjalnej Komisji Liturgicznej dla Diecezji Opolskiej i Gliwickiej. Został członkiem rady duszpasterskiej oraz rady ds. stałej formacji kapłanów. W 2006 otrzymał godność kapelana Jego Świątobliwości.
Po ukończeniu studiów doktoranckich został wykładowcą liturgiki w Instytucie Teologiczno-Pastoralnym Filii Katolickiego Uniwersytetu Lubelskiego w Opolu, a w 1994 po powstaniu Uniwersytetu Opolskiego pracownikiem naukowo-dydaktycznym Wydziału Teologicznego. Od 1994 do 2002 był prodziekanem ds. studenckich tego wydziału. Od 1992 prowadził ponadto wykłady liturgiki w Studium Muzyki Kościelnej w Opolu.
7 grudnia 2013 papież Franciszek mianował go biskupem pomocniczym diecezji opolskiej ze stolicą tytularną Semina. Święcenia biskupie otrzymał 11 stycznia 2014 w kościele seminaryjno-akademickim św. Jadwigi Śląskiej w Opolu. Udzielił mu ich arcybiskup Celestino Migliore, nuncjusz apostolski w Polsce, z towarzyszeniem arcybiskupa Alfonsa Nossola, emerytowanego biskupa diecezji opolskiej, i Andrzeja Czai, biskupa diecezjalnego opolskiego. Jako swoje zawołanie biskupie przyjął słowa „Gaudium Evangelii nuntiare” (Głosić radość Ewangelii).
W ramach prac Konferencji Episkopatu Polski został członkiem Komisji ds. Instytutów Życia Konsekrowanego i Stowarzyszeń Życia Apostolskiego oraz Komisji ds. Kultu Bożego i Dyscypliny Sakramentów.